# Hausweiler (Weilerswist)
Hausweiler ist ein Ortsteil der Gemeinde Weilerswist im Kreis Euskirchen, Nordrhein-Westfalen. Der Ort hat rund 500 Einwohner.

## Lage
Der Ort liegt im südlichen Gemeindegebiet an der Landstraße 194 (ehemals B 51) zwischen Weilerswist und Euskirchen. Südlich grenzt der Ortsteil Derkum an den Ort und im Westen fließt die Erft.

## Geschichte
Bei der Schaffung einer neuen Verwaltung 1798/1800 unter französischer Herrschaft gehörte Hausweiler zur Mairie Lommersum im Kanton Lechenich.

## Verkehr
Die VRS-Buslinie 985 der RVK führt durch Hausweiler und verbindet den Ort mit Euskirchen, Derkum, Weilerswist und Brühl. Zusätzlich verkehrt eine Fahrt der auf die Schülerbeförderung ausgerichteten Linie 974.
| Linie | Betreiber | Verlauf |
| ----- | --------- | --- |
| 974   | REVG      | Stadtverkehr Erftstadt                                                                                               |
| 985   | RVK       | Euskirchen Bf – Wüschheim – Ottenheim – Derkum – Hausweiler – Großvernich – Weilerswist Bf – Brühl Mitte (Stadtbahn) |

## Sonstiges
- Für Hausweiler und Derkum gibt es eine gemeinsame Gruppe der Freiwilligen Feuerwehr Weilerswist mit einer Jugendfeuerwehr.
- Die St.-Anna-Kapelle ist eine Filialkirche. Neben der Kapelle befindet sich eine Kriegsgräberstätte.